# UniGlide

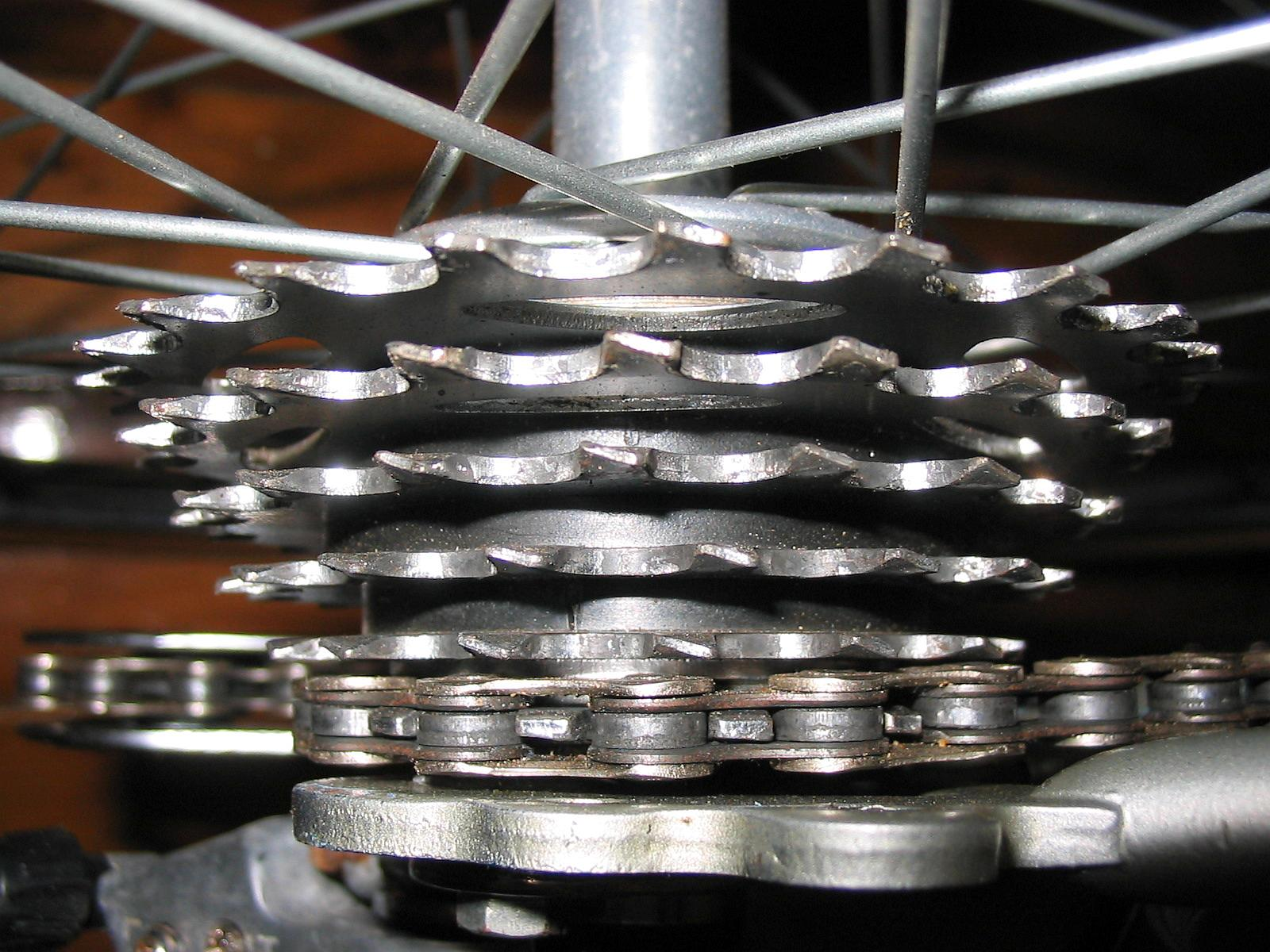
Zębatki UniGlide, widok z góry

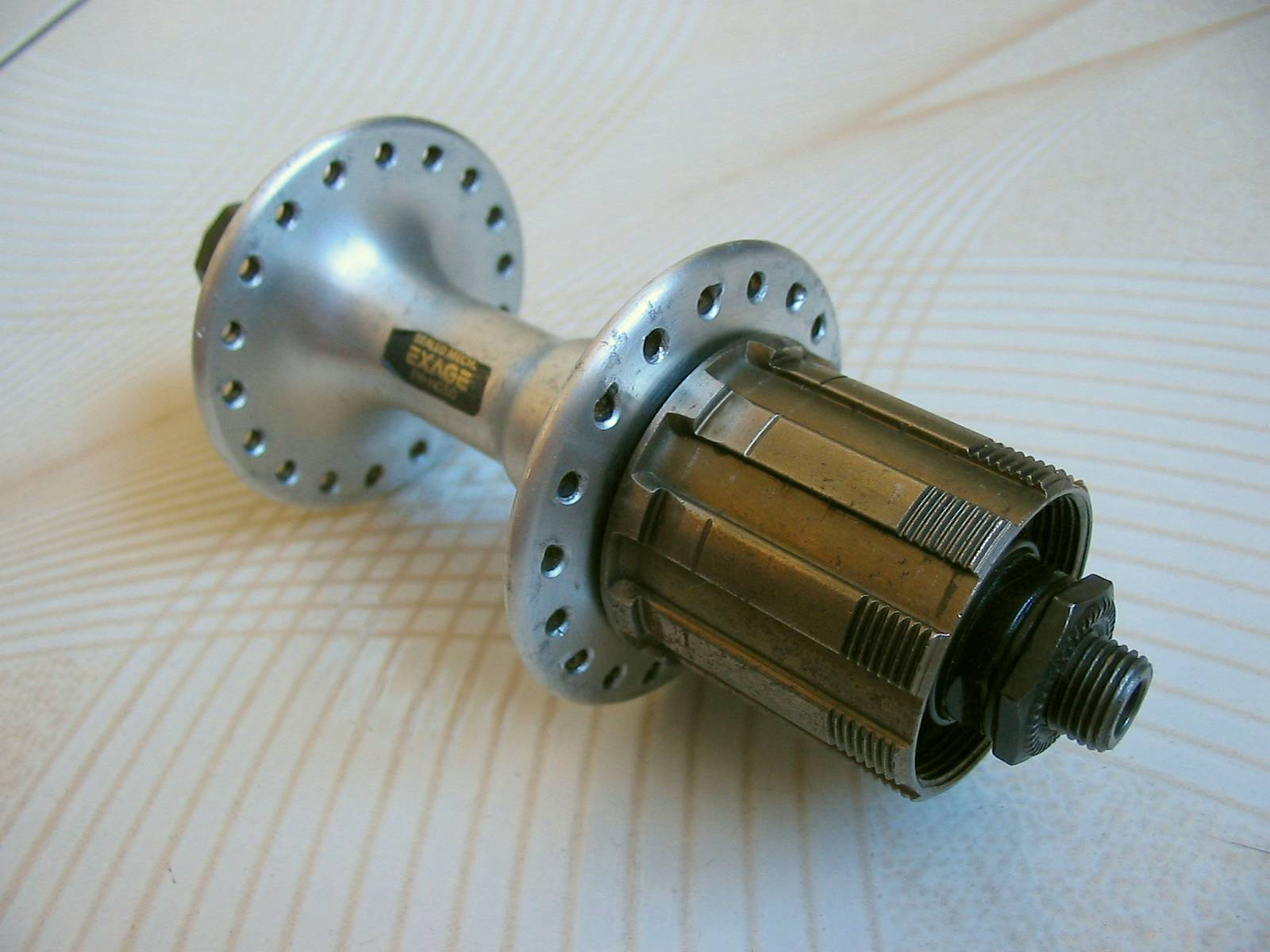
Piasta z bębenkiem UniGlide

UniGlide (UG) – system wspomagania zmiany biegów stosowany przez Shimano. Odnosi się do zębatek kaset, wolnobiegów nakręcanych, łańcuchów oraz bębenków piast tylnych. Po raz pierwszy zastosowany pod koniec lat 70. XX wieku w 6-rzędowej kasecie Dura-Ace. Począwszy od lat 90. stopniowo wypierany przez nowszy system HyperGlide do tańszych grup osprzętu. Obecnie rzadko spotykany.
System UG charakteryzuje się skręconymi wierzchołkami zębów, lecz nie ma żadnych nacięć czy specjalnych profili typowych dla HG. W przypadku kaset, najmniejsza zębatka jest od wewnątrz nagwintowana i po nakręceniu na bębenek trzyma całą kasetę na miejscu. Pozostałe zębatki są mocowane na wielowypust. Odpowiednio, bębenek UG ma wypustki, które w przeciwieństwie do HG mają równą szerokość i gwint zewnętrzny na końcu. Symetryczne wypustki pozwalają na odwracanie zębatek, co w praktyce wydłuża ich żywotność dwukrotnie.
Niemiecka firma Marchisio produkuje zębatki Aviotek na licencji Shimano, które są zgodne z systemem UG.